# Kenneth Frazier
Kenneth Carleton Frazier, né le 17 décembre 1954 à Philadelphie, est un homme d'affaires et chef d'entreprise américain. Depuis 2010, il est le président directeur général du laboratoire pharmaceutique Merck & Co.

## Biographie

### Formation
Kenneth Frazier obtient son baccalauréat universitaire en lettres à l'université de Pennsylvanie en 1975. Il a également un master de droit d'Harvard (1978). 

### Parcours
Après ses études de droit, Kenneth Frazier commence sa carrière au sein du cabinet d'avocats Drinker, Biddle & Reath dans la ville de Philadelphie.
Il intègre le laboratoire pharmaceutique Merck & Co. au début des années 1990 comme conseiller aux affaires publiques et avocat. 
En 2006, il est nommé vice-président du groupe.  
En 2010, il devient le président directeur général de Merck en remplaçant Richard Clark.